# Oliarus discrepans
Oliarus discrepans är en insektsart som beskrevs av Giffard 1925. Oliarus discrepans ingår i släktet Oliarus och familjen kilstritar. Inga underarter finns listade i Catalogue of Life.